# 常陸國
常陸國（日语：〔〕／ Hitachinokuni */?），日本古代的令制國之一，屬東海道，又稱常州。常陸國的領域大約為現在茨城縣的大部分（西南部除外），境內有日本第二大湖霞浦。

## 郡
- 新治郡
- 真壁郡
- 筑波郡（日语：筑波郡）
- 河內郡
- 信太郡
- 茨城郡
- 行方郡
- 鹿島郡
- 那珂郡
- 久慈郡
- 多賀郡（多珂郡）